# Nicholas White (cyclisme, 1974)
Pour les articles homonymes, voir White et Nicholas White (homonymie).
Ne doit pas être confondu avec Nicholas White, cycliste australien né en 1997.
Nicholas White, né le 8 janvier 1974 à Johannesburg, est un coureur cycliste sud-africain.

## Biographie
Il a notamment remporté la quatrième édition de l'UCI Africa Tour.

## Palmarès
- 1995
  - Prologue du Rapport Toer
- 1998
  - 3e du championnat d'Afrique du Sud du contre-la-montre
- 1999
  - Pick n Pay Amashovashova National Classic
  - 2e étape du Rapport Toer
  - 3e du Rapport Toer
  - 3e du Tour du Cap
- 2000
  - Tour du Cap :
    - Classement général
    - 6e étape

  - 1re étape du Tour de la mer de Chine méridionale
- 2001
  - 5e étape du Tour du Cap
  - 7e étape du FBD Insurance Rás
  - 2e du Tour du Cap
  - 3e du championnat d'Afrique du Sud du contre-la-montre
- 2002
  - 5e étape du Tour de Serbie
  - Tour de la mer de Chine méridionale :
    - Classement général
    - 1re étape

  - 2e du championnat d'Afrique du Sud du contre-la-montre
- 2003
  - VW Herald
  - 3e du championnat d'Afrique du Sud du contre-la-montre
- 2004
  - 6e étape du Ruban granitier breton
  - Prix de la Mi-août
  - 3e du championnat d'Afrique du Sud du contre-la-montre
  - 3e du championnat d'Afrique du Sud sur route
  - 3e du Grand Prix de Lys-lez-Lannoy
- 2005
  - Montecasino 100 Cycle Race
  - Mauritius 100 KM Cycle Tour
- 2006
  - Lost City Classic
  - 2e du championnat d'Afrique du Sud du contre-la-montre
- 2007
  -  Champion d'Afrique sur route
  -  Champion d'Afrique du contre-la-montre
  - Liberty Ride for Sight
  - Wilro 100
  - Tour du Maroc :
    - Classement général
    - 1rea étape

  - Mauritius 100 KM Cycle Tour
  - 3e du championnat d'Afrique du Sud du contre-la-montre
- 2008
  - UCI Africa Tour
  - 9e étape du Tour du Maroc
  - 2e du championnat d'Afrique du contre-la-montre
  - 2e du championnat d'Afrique du Sud du contre-la-montre
  - 3e du Intaka Tech Worlds View Challenge 1
- 2010
  - 94.7 Challenge
  - 2e du championnat d'Afrique du Sud sur route
  - 2e du Tour de Thaïlande

## Classements mondiaux
| Année           | 2005 | 2006 | 2007 | 2008 | 2009 | 2010 |
| --------------- | ---- | ---- | ---- | ---- | ---- | ---- |
| UCI Africa Tour | 17e  | 29e  | 13e  | 1er  | 20e  | 21e  |
| UCI Asia Tour   |      |      |      |      |      | 62e  |